# Història de la transmissió d'energia elèctrica
La història de la tecnologia de moure l'electricitat lluny d'on es genera data de finals del segle xix. Això inclou el moviment de l'electricitat a l'engròs (denominat oficialment com a "transmissió"), i el subministrament d'electricitat ("distribució") als clients individuals. La distinció entre els dos termes no existia en els primers anys i s'utilitzen indistintament.

## Primeres transmissions

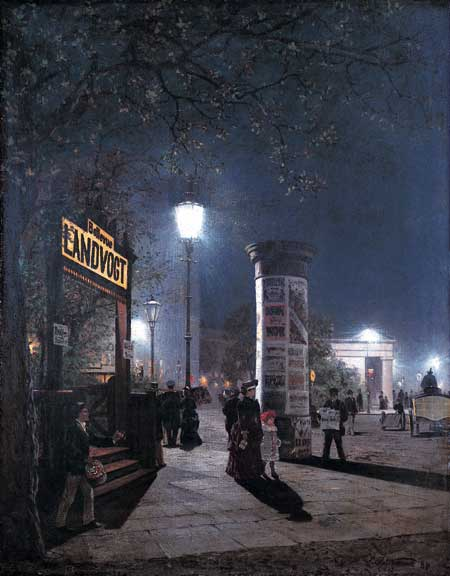
Berlin, 1884. Amb el doble de brillantor de la llum de gas, els llums d'arc tenien una gran demanda per a les botigues i les zones comunes. Els circuits d'il·luminació d'arc utilitzats eren de milers de volts amb llums d'arc connectats en sèrie.

Abans de l'electricitat, es van utilitzar diversos sistemes per a transmissió d'energia a través de grans distàncies. El principal fou la teledinàmica (cable en moviment), pneumàtica (aire comprimit), i la transmissió hidràulica (fluid a pressió). Els telefèrics eren l'exemple més freqüent de transmissió teledinàmica, les línies es podrien estendre en diverses milles per a una sola secció. La transmissió pneumàtica va ser utilitzat per a sistemes de transmissió d'energia a la ciutat Paris, Birmingham, Rixdorf, Offenbach, Dresden i Buenos Aires a principis del segle xx. Les ciutats al segle xix també utilitzaven transmissió hidràulica l'ús de la xarxa d'aigua d'alta pressió per subministrar energia als motors de la fàbrica. La London Hydraulic Power Company va lliurar 7.000 cv (5 megawatts) a una xarxa de canonades de 290 km transportant aigua a 800 psi. Aquests sistemes van ser reemplaçats per sistemes elèctrics més barats i versàtils a finals del segle xix, els planificadors urbans i els financers ben conscients dels beneficis, l'economia, i el procés d'establiment de sistemes de transmissió d'energia.
En els primers dies d'ús de l'energia elèctrica, generalitzat en la transmissió d'energia elèctrica tenia dos obstacles. En primer lloc, els dispositius que requereixen diferents voltatges necessitaven de generadors especialitzats amb les seves pròpies línies separades. Les llums del carrer, els motors elèctrics a les fàbriques, l'energia dels tramvies i els llums a les cases són exemples de la diversitat de dispositius amb voltatges que requereixen sistemes separats. En segon lloc, la generació havia de ser relativament a prop de les seves càrregues (una milla o menys per a dispositius de baix voltatge). Se sabia que la transmissió de llarga distància era possible elevant la tensió, per la qual cosa tots dos problemes es podrien resoldre si els voltatges de transformació es podrien realitzar a baix preu en una sola línia d'alimentació universal.

### Sistemes especialitzats

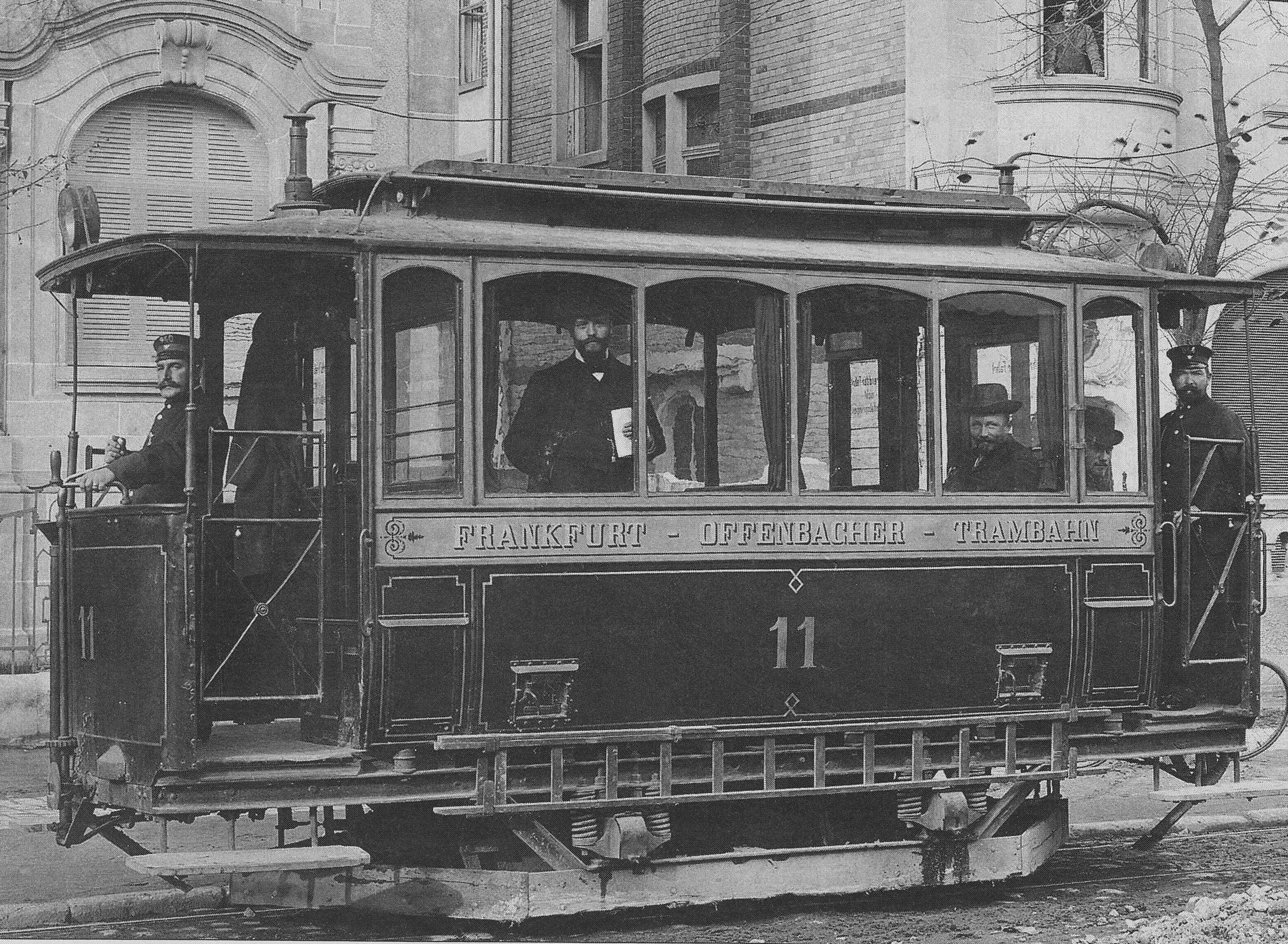
Els tramvies van crear una enorme demanda d'electricitat abans d'hora. Aquest tramvia de Siemens del 1884 requeria de corrent continu de 500 V, que era típic.

Gran part de l'electricitat era de corrent continu, que no podia ser fàcilment augmentat o disminuït en tensió, ja sigui per a la transmissió a llarga distància o per compartir una línia comuna per a un ús de múltiples tipus de dispositius elèctrics. Les empreses simplement van muntar diferents línies per a les diferents classes de càrregues segons es requeria, per exemple, els sistemes de llum d'arc de Charles Brush a Nova York requerien fins a 10 kV per a moltes llums en un circuit en sèrie, la bombeta elèctrica d'Edison utilitzava 110 V, els tramvies fabricats per Siemens o Sprague requerien motors grans en el rang de 500 volts, considerant que els motors industrials a les fàbriques utilitzen encara altres tensions. A causa d'aquesta especialització de les línies, i ja que la transmissió era tan ineficient, sembla que la indústria es convertiria en el que avui és conegut com a sistema de generació distribuïda amb un gran nombre de petits generadors situats prop de les seves càrregues.

## Il·luminació exterior d'alta tensió primerenca
L'alta tensió va interessar els primers investigadors que treballaven en el problema de la transmissió a distància. Sabien pel principi elemental de l'electricitat que la mateixa quantitat d'energia es podia transferir a un cable duplicant la tensió i reduint a la meitat el corrent. A causa de la Llei de Joule, també sabien que la potència perduda per la calor en un cable és proporcional al quadrat del corrent que hi viatja, independentment de la tensió i, per tant, duplicant la tensió, el mateix cable seria capaç de transmetre la mateixa quantitat de potència quatre vegades la distància.
A l'Exposició de París de 1878, s'havia instal·lat una il·luminació d'arc al llarg de l'avinguda de l'Òpera i la plaça de l'Òpera, utilitzant làmpades d'arc Yablochkov, alimentades per dinamos de corrent altern de Zénobe Gramme. Les espelmes Yablochkov requerien alt voltatge, i no va passar gaire abans que els experimentadors van informar que les làmpades d'arc es podien alimentar en un circuit de 14 quilòmetres. En una dècada, desenes de ciutats tindrien sistemes d'il·luminació amb una central elèctrica que proporcionés electricitat a diversos clients mitjançant línies de transmissió elèctrica. Aquests sistemes estaven en competència directa amb les llums de gas dominants de l'època.

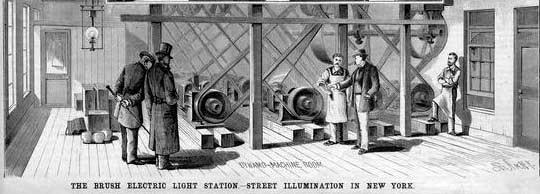
Les dinamos de la central elèctrica de Brush Electric Company van alimentar llums d'arc per a l'enllumenat públic a Nova York. Va començar a operar el desembre de 1880 al 133 West Twenty-Fifth Street, va alimentar un circuit de 3,2 km de llarg.

La idea d'invertir en una planta central i una xarxa per lliurar l'energia produïda als clients que paguen una tarifa recurrent pel servei era un model de negoci familiar per als inversors: era idèntic al lucratiu negoci de la llum de gas o als sistemes de transmissió d'energia hidràulica i pneumàtica. L'única diferència va ser que la mercaderia que es lliurava era l'electricitat, no el gas, i els "tubes" utilitzats per lliurar eren més flexibles.
La California Electric Company (ara PG&E) a San Francisco el 1879 va fer servir dos generadors de corrent continu de l'empresa de Charles Brush per subministrar energia a diversos clients per als seus llums d'arc. Aquest sistema de San Francisco va ser el primer cas d'una empresa de subministrament que venia electricitat d'una planta central a diversos clients mitjançant línies de transmissió. La CEC aviat va obrir una segona planta amb 4 generadors addicionals. Les despeses del servei per a la llum des de la posta del sol fins a la mitjanit eren de 10 dòlars per llum per setmana.
La Grand Rapids Electric Light & Power Company, fundada el març de 1880 per William T. Powers i altres, va començar a operar la primera central comercial hidroelèctrica del món el dissabte 24 de juliol de 1880, obtenint energia de la turbina d'aigua de Wolverine Chair and Furniture Company. Va fer funcionar una dinamo elèctrica Brush de 16 llums que il·luminava diversos aparadors a Grand Rapids, Michigan. És el primer predecessor de Consumers Energy de Jackson, Michigan.
El desembre de 1880, Brush Electric Company va instal·lar una estació central per subministrar una il·luminació d'arc a una longitud de 3,2 km de Broadway. A finals de 1881, Nova York, Boston, Filadèlfia, Baltimore, Mont-real, Buffalo, San Francisco, Cleveland i altres ciutats tenien sistemes de llum d'arc Brush, produint llum pública fins al segle xx. El 1893 hi havia 1.500 llums d'arc il·luminant els carrers de Nova York.

## Il·luminació de corrent continu
Les primeres llums d'arc eren extremadament brillants i els alts voltatges presentaven un perill d'espurnes/incendis, cosa que els feia massa perillosos per utilitzar-los a l'interior. El 1878, l'inventor Thomas Edison va veure un mercat per a un sistema que podria portar la il·luminació elèctrica directament al negoci o a la llar d'un client, un nínxol no servit per sistemes d'il·luminació d'arc. Després d'idear una bombeta incandescent comercialment viable el 1879, Edison va desenvolupar la primera il·luminació elèctrica propietat d'inversors a gran escala "utilitat" al baix Manhattan, que finalment va servir una milla quadrada amb 6 "dinamos jumbo" allotjades a Pearl Street Station. Quan va començar el servei el setembre de 1882, hi havia 85 clients amb 400 bombetes. Cada dinamo va produir 100 kW –  suficients per a 1.200 llums incandescents, i la transmissió era a 110 V a través de conductes subterranis. La construcció del sistema va costar 300.000 dòlars amb la instal·lació dels 30.000 m de conductes subterrànies, una de les parts més cares del projecte. Les despeses d'explotació van superar els ingressos durant els dos primers anys i el foc va destruir la planta el 1890. A més, Edison tenia un sistema de tres cables perquè es poguessin subministrar 110 V o 220 V per alimentar alguns motors.

## Disponibilitat de generació a gran escala
La disponibilitat de grans quantitats d'energia des de diverses ubicacions seria possible després de la producció de Charles Parsons del turbogenerador a partir de 1889. La producció del turbogenerador va passar ràpidament de 100 kW a 25 megawatts en dues dècades. Abans dels turbogeneradors eficients, els projectes hidroelèctrics eren una font important de grans quantitats d'energia que requerien infraestructura de transmissió.

## Transformadors i corrent altern
Quan George Westinghouse es va interessar per l'electricitat, va concloure ràpidament i correctament que els baixos voltatges d'Edison eren massa ineficients per ser ampliats per a la transmissió necessària per a grans sistemes. A més, va entendre que la transmissió a llarga distància necessitava alta tensió i que la tecnologia de conversió econòmica només existia per al corrent altern. Els transformadors tindrien el paper decisiu en la victòria del corrent altern sobre el corrent continu per als sistemes de transmissió i distribució. El 1876, Pavel Yablochkov va patentar el seu mecanisme d'utilitzar bobines d'inducció per servir com a transformador intensiu abans de l'Exposició de París per demostrar les seves làmpades d'arc. El 1881, Lucien Gaulard i John Dixon Gibbs van desenvolupar un dispositiu més eficient que van batejar com a generador secundari, és a dir, un primer transformador de baixada la relació del qual es podia ajustar configurant les connexions entre una sèrie de bobines cablejades al voltant d'un eix, del qual es podria afegir o treure un nucli de ferro segons sigui necessari per variar la potència de sortida. El dispositiu va ser objecte de diverses crítiques i de vegades es va interpretar malament com que només proporcionava una relació de volta 1:1.
La primera línia demostrativa de CA de llarga distància (34 km) es va construir per a l'Exposició Internacional de 1884 de Torí, Itàlia. Estava alimentada per un alternador de 2 kV i 130 Hz de Siemens & Halske i comptava amb diversos generadors secundaris Gaulard amb els seus bobinatges primaris connectats en sèrie, que alimentaven làmpades incandescents. El sistema va demostrar la viabilitat de la transmissió d'energia elèctrica de CA a llargues distàncies. Entre 1884 i 1885, els enginyers hongaresos Zipernowsky, Bláthy i Déri de l'empresa Ganz a Budapest va crear l'eficient sistema "Z.B.D." de bobines de nucli tancat, així com el modern sistema de distribució elèctrica. Els tres havien descobert que tots els antics dispositius sense nucli o de nucli obert eren incapaços de regular la tensió i, per tant, no eren pràctics. La seva patent conjunta descrivia dues versions d'un disseny sense pols: el "transformador de nucli tancat" i el "transformador de nucli de carcassa". Ottó Bláthy va suggerir l'ús de nuclis tancats, Károly Zipernowsky l'ús de connexions shunt, i Miksa Déri va realitzar els experiments. Els nous transformadors ZBD eren 3,4 vegades més eficients que els dispositius bipolars de nucli obert de Gaulard i Gibbs.
En el transformador de nucli tancat, el nucli de ferro és un anell tancat al voltant del qual s'enrotllen les dues bobines. En el transformador tipus carcassa, els bobinatges es fan passar pel nucli. En ambdós dissenys, el flux magnètic que uneix els bobinatges primaris i secundaris viatja gairebé completament dins del nucli de ferro, sense cap camí intencionat a través de l'aire. El nucli està format per fils o làmines de ferro. Aquests elements de disseny revolucionaris farien finalment viable tècnicament i econòmicament proporcionar energia elèctrica per a la il·luminació a les llars, empreses i espais públics. Ottó Bláthy també va descobrir la fórmula del transformador, Vs/Vp = Ns/Np. Els sistemes elèctrics i electrònics de tot el món es basen en els principis dels transformadors Ganz originals. També se'ls atribueix als inventors el primer ús de la paraula "transformador" per descriure un dispositiu per alterar l'EMF d'un corrent elèctric.
L'any 1885 es va posar en servei una primera línia de CA operativa a via dei Cerchi, Roma, Itàlia, per a l'enllumenat públic. Estava alimentat per dos alternadors Siemens & Halske de 30 CV (22 kW), 2 kV a 120 Hz i utilitzava 200 transformadors reductors Gaulard de 2kV/20V connectats en sèrie amb un circuit magnètic tancat. un per a cada llum. Uns mesos més tard va ser seguit pel primer sistema de CA britànic, que es va posar en servei a la Grosvenor Gallery, Londres. També comptava amb alternadors Siemens i transformadors reductors de 2,4 kV/100 V, un per usuari, amb primaris connectats per derivació.
El concepte que és la base de la transmissió moderna utilitzant transformadors d'augment i descens econòmics va ser implementat per primera vegada per Westinghouse, William Stanley, Jr. i Franklin Leonard Pope el 1886 a Great Barrington, Massachusetts, recorrent també a la tecnologia europea. El 1888 Westinghouse també va llicenciar el motor d'inducció de Nikola Tesla que finalment es convertiria en un motor de corrent altern (bifàsic) utilitzable. El modern sistema trifàsic va ser desenvolupat per Mikhail Dolivo-Dobrovolsky i Allgemeine Elektricitäts-Gesellschaft i Charles Eugene Lancelot Brown a Europa, a partir de 1889.
L'Exposició Electrotècnica Internacional de 1891, a Frankfurt, Alemanya, va comptar amb la transmissió a llarga distància de corrent elèctric trifàsic d'alta potència. Es va celebrar entre el 16 de maig i el 19 d'octubre al lloc en desús de les tres antigues "Westbahnhöfe" (Estacions de ferrocarrils occidentals) a Frankfurt am Main. L'exposició va presentar la primera transmissió a llarga distància de corrent elèctric trifàsic d'alta potència, que es va generar a 175 km de distància a Lauffen am Neckar. Va fer funcionar amb èxit motors i llums a la fira. Quan es va tancar l'exposició, la central elèctrica de Lauffen va continuar en funcionament, proporcionant electricitat a la capital administrativa, Heilbronn, convertint-la en el primer lloc a estar equipat amb energia alterna trifàsica. Hi van assistir molts representants tècnics corporatius (inclòs E.W. Rice de la Thomson-Houston Electric Company (que es va convertir en General Electric)). Els assessors tècnics i els representants van quedar impressionats. Com a resultat de l'èxit de la prova de camp, el corrent trifàsic, pel que fa a Alemanya, es va convertir en el mitjà més econòmic per transmetre energia elèctrica.
La senzillesa dels generadors i motors polifàsics va fer que, a més de la seva eficiència, es poguessin fabricar de manera econòmica, compacta i requeririen poca atenció per mantenir-los. L'economia simple conduiria les dinamos de corrent continu cares, voluminoses i mecànicament complexes a la seva extinció definitiva. Com va resultar, el factor decisiu en la guerra dels corrents va ser la disponibilitat de transformadors de baixada i pujada de baix cost que significaven que tots els clients, independentment dels seus requisits de tensió especialitzats, podien ser servits amb un cost mínim de conversió. Aquest "sistema universal" es considera avui com una de les innovacions més influents per a l'ús de l'electricitat.

## Transmissió de corrent continu d'alta tensió
El cas del corrent altern no estava clar a principis de segle i els sistemes de transmissió de corrent continu d'alta tensió es van instal·lar amb èxit sense el benefici dels transformadors. Rene Thury, que havia passat sis mesos a les instal·lacions de Menlo Park d'Edison, va entendre el seu problema amb la transmissió i estava convençut que moure electricitat a grans distàncies era possible amb corrent continu. Estava familiaritzat amb el treball de Marcel Deprez, que va fer els primers treballs sobre la transmissió d'alta tensió després d'haver-se inspirat en la capacitat dels generadors de làmpades d'arc per suportar llums a grans distàncies. Deprez va evitar els transformadors posant generadors i càrregues en sèrie com van fer els sistemes de llum d'arc de Charles F. Brush. Thury va desenvolupar aquesta idea en el primer sistema comercial per a la transmissió de corrent continu d'alta tensió. Igual que les dinamos de Brush, el corrent es manté constant, i quan augmenta la càrrega requereix més pressió, augmenta la tensió. El sistema Thury es va utilitzar amb èxit en diversos projectes de transmissió de corrent continu des de generadors Hydro. El primer el 1885 va ser un sistema de baixa tensió a Bözingen, i el primer sistema d'alta tensió va entrar en servei l'any 1889 a Gènova, Itàlia, per l'empresa Acquedotto de Ferrari-Galliera. Aquest sistema transmetia 630 kW a 14 kV DC per un circuit de 120 km de longitud. El sistema Thury més gran va ser el projecte Lió Moutiers que tenia 230 km de longitud, i finalment va arribar a lliurar 20 megawatts, a 125 kV.

## Victòria per a AC
En última instància, la versatilitat del sistema Thury es va veure obstaculitzada per la fragilitat de la distribució en sèrie i la manca d'una tecnologia de conversió de corrent continu fiable que no apareixeria fins a la dècada de 1940 amb millores en les vàlvules d'arc de mercuri. El "sistema universal" de CA va guanyar per força, proliferant sistemes amb transformadors tant per acoblar generadors a línies de transmissió d'alta tensió, com per connectar la transmissió als circuits de distribució locals. Mitjançant una elecció adequada de la freqüència d'utilitat, es podrien servir tant les càrregues d'il·luminació com del motor. Els convertidors rotatius i posteriorment les vàlvules d'arc de mercuri i altres equips rectificadors van permetre que la càrrega de corrent continu fos servida per conversió local quan fos necessari. Fins i tot les estacions de generació i càrregues amb freqüències diferents també es podrien interconnectar mitjançant convertidors rotatius. Mitjançant l'ús de plantes de generació comunes per a cada tipus de càrrega, es van aconseguir importants economies d'escala, es va requerir una inversió de capital global inferior, es va augmentar el factor de càrrega a cada planta permetent una major eficiència, un menor cost de l'energia per al consumidor i un major ús general de l'energia elèctrica.
En permetre interconnectar múltiples centrals generadores en una àmplia àrea, es va reduir el cost de producció d'electricitat. Les plantes disponibles més eficients es podrien utilitzar per subministrar les diferents càrregues durant el dia. Es va millorar la fiabilitat i es va reduir el cost d'inversió de capital, ja que la capacitat de generació romanent es podia compartir entre molts més clients i una àrea geogràfica més àmplia. Les fonts d'energia remotes i de baix cost, com l'energia hidroelèctrica o el carbó de la mina, es podrien explotar per reduir el cost de producció d'energia.
La primera transmissió de corrent altern trifàsic utilitzant alta tensió va tenir lloc el 1891 durant l'exposició internacional de l'electricitat a Frankfurt. Una línia de transmissió de 15 kV connectava Lauffen al Neckar i Frankfurt del Main, a 175 km de distància.

## De Willamette Falls a Niagara Falls
El 1882, la Transmissió d'Energia Miesbach–Munich alemanya va utilitzar 2kV de corrent continu al llarg de 57 km. El 1889, la primera transmissió a llarga distància d'electricitat de corrent continu als Estats Units va ser activada a l'estació de Willamette Falls, a Oregon City, Oregon. El 1890, una riuada va destruir la central elèctrica. Aquest desafortunat esdeveniment va obrir el camí per a la primera transmissió d'electricitat de CA a llarga distància al món quan l'empresa Willamette Falls Electric va instal·lar generadors de CA experimentals de Westinghouse el 1890.
Aquell mateix any, la Niagara Falls Power Company (NFPC) i la seva filial Cataract Company van formar la Comissió Internacional del Niàgara composta per experts, per analitzar les propostes per aprofitar les cascades del Niàgara per generar electricitat. La comissió era dirigida per Sir William Thomson (més tard Lord Kelvin) i incloïa Eleuthère Mascart de França, William Unwin d'Anglaterra, Coleman Sellers dels Estats Units i Théodore Turrettini de Suïssa. Va ser sostingut per emprenedors com J. P. Morgan, Lord Rothschild i John Jacob Astor IV. Entre 19 propostes, fins i tot van considerar breument l'aire comprimit com un mitjà de transmissió d'energia, però van preferir l'electricitat. No van poder decidir quin mètode seria millor en general.
El 1893 la Niagara Falls Power Company havia rebutjat les propostes restants d'una mitja dotzena d'empreses i va atorgar el contracte de generació a Westinghouse amb més línies de transmissió i contractes de transformadors adjudicats a General Electric. Els treballs van començar l'any 1893 en el projecte de generació de les cascades del Niàgara: s'havien de generar i transmetre 5.000 cavalls de força (3.700 kW) com a corrent altern, a una freqüència de 25 Hz per minimitzar pèrdues d'impedància en la transmissió (canviada a 60 Hz a la dècada de 1950).
Westinghouse també va haver de desenvolupar un sistema basat en convertidors rotatius per permetre'ls subministrar tots els estàndards de potència necessaris, incloent-hi monofàsic i polifàsic AC i DC per a cotxes de carrer i motors de fàbrica. El client inicial de Westinghouse per a l'energia del generador hidroelèctric a l'Edward Dean Adams Station a Niàgara el 1895 eren les plantes de la Pittsburgh Reduction Company que necessitava grans quantitats d'electricitat barata per a la fosa d'alumini. El 16 de novembre de 1896, l'energia elèctrica transmesa a Buffalo va començar a alimentar els seus tramvies. Les plantes de generació van ser construïdes per Westinghouse Electric Corporation. L'envergadura del projecte va comptar amb la contribució de General Electric, construint línies i equipaments de transmissió. Aquell mateix any Westinghouse i General Electric van signar un acord per compartir patents, que va posar fi a unes 300 demandes en què les empreses estaven involucrades per les seves patents elèctriques competidores i els va donar un control monopolístic sobre la indústria de l'energia elèctrica dels Estats Units durant els anys vinents.
Inicialment, les línies de transmissió estaven suportades per aïllants de porcellana similars als utilitzats per a les línies de telègrafs i telèfons. Tanmateix, aquests tenien un límit pràctic de 40 kV. El 1907, la invenció de l'aïllant de disc per Harold W. Buck de la Niagara Falls Power Corporation i Edward M. Hewlett de General Electric va permetre aïllants pràctics de qualsevol longitud construir-se per a tensions més altes.

## Principis del segle XX

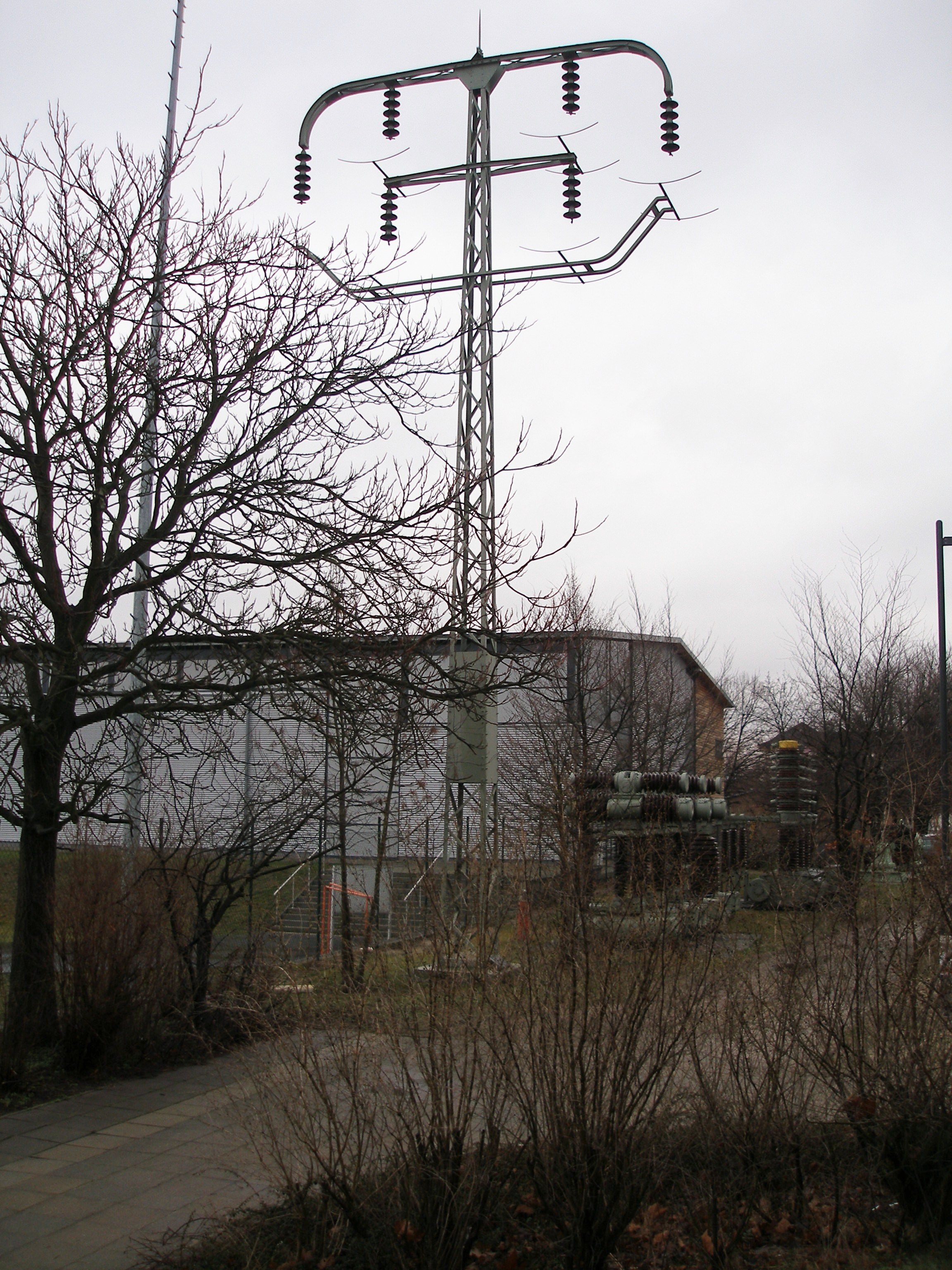
La primera línia de transmissió de 110 kV a Europa es va construir al voltant de 1912 entre Lauchhammer i Riesa, Imperi Alemany. Torre original.

Els voltatges utilitzats per a la transmissió d'energia elèctrica van augmentar al llarg del segle xx.
La primera central elèctrica de CA "d'alta tensió", amb una capacitat de 4-MW 10-kV 85-Hz, va ser posada en servei el 1889 per Sebastian Ziani de Ferranti a Deptford, Londres. La primera línia de transmissió d'energia elèctrica a Amèrica del Nord va funcionar a 4000 V. Es va posar en línia el 3 de juny de 1889, amb les línies entre la central generadora de Willamette Falls a Oregon City, Oregon, i Chapman Square al centre de Portland, Oregon, que s'estén al voltant de 13 milles.El 1914, cinquanta-cinc sistemes de transmissió que funcionaven a més de 70.000 V estaven en servei, i la tensió més alta que s'utilitzava llavors era de 150 kV. La primera transmissió d'energia de corrent altern trifàsic a 110 kV va tenir lloc el 1907 entre Croton i Grand Rapids, Michigan. Les tensions de 100 kV i més no es van establir en tecnologia fins al voltant de 5 anys més tard, amb, per exemple, la primera línia de 110 kV a Europa entre Lauchhammer i Riesa, Alemanya, el 1912.
A principis de la dècada de 1920 es va construir la línia Pit River - Cottonwood - Vaca-Dixon per a 220 kV que transporta energia des de les centrals hidroelèctriques a la Sierra Nevada a l'Àrea de la badia de San Francisco, al mateix temps les línies Big Creek – Los Angeles es van actualitzar a la mateixa tensió. Tots dos sistemes van entrar en servei comercial l'any 1923. El 17 d'abril de 1929 es va completar la primera línia de 220 kV a Alemanya, que va des de Brauweiler prop de Colònia fins a Kelsterbach prop de Frankfurt, Rheinau prop de Mannheim, Ludwigsburg–Hoheneck prop d'Àustria. Aquesta línia comprèn la interconnexió nord-sud, en aquell moment un dels sistemes elèctrics més grans del món. Els pals d'aquesta línia van ser dissenyats per a una eventual actualització a 380 kV. No obstant això, la primera transmissió a 380 kV a Alemanya va ser el 5 d'octubre de 1957 entre les subestacions de Rommerskirchen i Ludwigsburg–Hoheneck.
La primera línia elèctrica de 380 kV del món es va construir a Suècia, la línia de 952 km Harsprånget - Hallsberg el 1952. El 1965, la primera transmissió d'extraalta tensió a 735 kV lloc en una línia de transmissió Hydro-Québec. El 1982 la primera transmissió a 1200 kV va ser a la Unió Soviètica.
La ràpida industrialització del segle xx va convertir les línies i xarxes de transmissió elèctrica en una part crítica de la infraestructura econòmica de la majoria de les nacions industrialitzades. La interconnexió de les plantes de generació locals i les petites xarxes de distribució va ser molt estimulada pels requisits de la Primera Guerra Mundial, on els governs van construir grans plantes de generació elèctrica per proporcionar energia a les fàbriques de municions; posteriorment aquestes plantes es van connectar per subministrar càrrega civil mitjançant transmissió a llarga distància.
Les petites empreses municipals d'electricitat no necessàriament volien reduir el cost de cada unitat d'electricitat venuda; fins a cert punt, especialment durant el període 1880–1890, la il·luminació elèctrica es considerava un producte de luxe i l'energia elèctrica no es substituïa per l'energia del vapor. Enginyers com Samuel Insull als Estats Units i Sebastian Z. De Ferranti al Regne Unit van ser fonamentals per superar les dificultats tècniques, econòmiques, normatives i polítiques en el desenvolupament de transmissió d'energia elèctrica a llarga distància. Amb la introducció de xarxes de transmissió d'energia elèctrica, a la ciutat de Londres el cost d'un quilowatt-hora es va reduir a un terç en un període de deu anys.
El 1926 xarxes elèctriques al Regne Unit van començar a interconnectar-se a la National Grid, inicialment funcionant a 132 kV.

## Electrònica de potència
L'electrònica de potència és l'aplicació de l'electrònica d'estat sòlid al control i conversió de l'energia elèctrica. L'electrònica de potència va començar amb el desenvolupament del rectificador d'arc de mercuri. Inventat per Peter Cooper Hewitt el 1902, es va utilitzar per convertir el corrent altern (CA) en corrent continu (CC). A partir de la dècada de 1920, la investigació va continuar sobre l'aplicació de tiratrons i vàlvules d'arc de mercuri controlades per xarxa a la transmissió d'energia. Uno Lamm va desenvolupar una vàlvula de mercuri amb elèctrodes de classificació que els fa aptes per a la transmissió d'energia de corrent continu d'alta tensió. El 1933 es van inventar els rectificadors de seleni.